# Kedoixim
Kedoixim o qedoixim (קדושים, en hebreu "sants") és la secció setmanal número 30 del cicle anual de la lectura de la Torà i el setè llibre de Levític. Els jueus de la diàspora en general la llegeixen a l'abril o a principis del mes de maig. El calendari hebreu lunisolar conté fins a 54 setmanes, el nombre exacte varia segons l'any. Al conjunt de l'any (per exemple, 2008, 2011 i 2014), la paraixà (sermó) de kedoixim es llegeix el 30è dia de repòs després de Simhat Torà. L'any de 54 setmanes (per exemple, 2007, 2009, 2010, 2012, 2013 i 2015), la lectura de la Torà combina aquesta paraixà amb la paraixà anterior, per arribar al nombre de lectures setmanals requerides. Adonai fa una llista, per mitjà del profeta Moisès, sobre una sèrie de manaments (mitsvot). Es posa l'accent en l'amor al proïsme com a si mateix, i en el respecte degut als savis i als ancians.

## Divisions de laparaixà
La lectura de la porció de la Torà, a la sinagoga el sàbat és tradicionalment dividida en set seccions, de manera que un membre diferent de la congregació està cridat a llegir. La primera lectura (rishon), tradicionalment recau en un Cohen, la segona, anomenat sheni, en un levita, una de les Tribus d'Israel. La setena secció inclou una sub-secció, el maftir, que és llegit per la persona que va llegir la Haftarà.
Les seccions de la paraixà de Kedoixim són:
Rishon: "Sigueu sants com jo sóc sant", l'observança del dissabte, el respecte al pare i la mare, allunyant-se de la idolatria. També s'esmenten les lleis de la caritat, l'honestedat i el pagament dels salaris al moment oportú.
Sheni i Shlishi: prohibició de vestir peces de llana amb lli, tallar-se les cantonades de la barba, tatuar-se, tenir relacions sexuals abans del matrimoni i consultar endevins o practicar l'ocultisme.
Revii: tractar adequadament el proïsme, ser honest en els negocis i prohibició d'adorar a Moloc.
Hamishi, Shishi i Shevii: tracta sobre les sancions aplicades pel tribunal sobre el delinqüent, relacionades amb les relacions sexuals prohibides.

## Maftir
La lectura pública de la porció de la Torà, va ser introduïda per Esdres l'Escriba, el dilluns i el dijous a la sinagoga. Aquesta lectura només té tres trams, un reservat per al sacerdot, el segon pel levita, i el tercer a per tota la congregació.

## Maqam
El maqam és un sistema de puntuació musical utilitzat a la música Mizrahim melòdica. Els jueus dels països orientals (Àfrica del Nord, Síria, etc..) es van inspirar i van adaptar la melodia de la litúrgia de dissabte en funció del contingut de la paraixà de la setmana. Hi ha 10 maqam diferents, cadascuna amb el seu propi so.
El maqam utilitzat el dia de repòs durant el qual és llegida la parashà de Kedoshim és el Maqam Saba, que tracta sobre el pacte per prevenir la transgressió dels tabús sexuals. Al llegir la parashá de Kedoshim, es combina amb l'aplicació del Maqam Hijaz, en commemoració de la mort de Nadab i Abihú.

## Manaments
La Torà té, segons la tradició rabínica, 613 mitsvot o preceptes. Diversos savis han intentat establir un recompte dels manaments en el text bíblic. D'acord amb un dels més famosos càlculs, el Sefer HaHinoukh, la parashà Kedoshim conté 13 mitsvot positives, i 38 mitsvot negatives:
Respectar al pare i a la mare. (Lev. XIX, 3) 

Prohibició de l'adoració dels ídols. (Lev. XIX, 4) 

Prohibició de fer un ídol (Lev XIX, 4) 

Abstenir-se de consumir les restes d'un sacrifi a un idol.(Lev. XIX, 8)

Prohibició d'arrencar les restes caigudes després de la collita. (Levític XIX, 9)

Obligació de deixar sense llaurar la cantonada del camp. (Pea). (Lev. XIX, 10)

Prohibició d'aprofitar plenament un camp. (Lev. XIX, 9)

Prohibició de prendre tots els fruits de la vinya. (Lev. XIX, 10)

Obligació de deixar els grans dispersos de la vinya. (Lev. XIX, 10)

Prohibició de recollir els grans dispersos. (Lv XIX, 10)

Prohibició de robar al proïsme (Levític XIX, 11) 

Prohibició de negar un dipòsit que ens ha estat confiat. (Lev. XIX, 11)

Prohibició d'un jurament per donar suport a la seva negativa. (Levític XIX, 11)

No aixecar fals testimoni, invocant el nom de Déu. (Lev. XIX, 12) 

Prohibició de cometre extorsió. (Lv XIX, 13)

Prohibició de segrest allò que no pertany a un mateix. (Levític XIX, 13) 

Prohibició de retenir els salaris dels treballadors(Lev. XIX, 13) 

Prohibició de maleir a un jueu. (Levític XIX, 14) 

Prohibició de posar un obstacle en el camí d'un cec. (lifnei iver) (Lev. XIX, 14) 

Prohibició de cometre una injustícia en l'exercici de la justícia. (Lev. XIX, 15) 

Prohibició de mostrar deferència cap als poderosos en administrar justícia.(Lev. XIX, 15) 

Jutjar amb imparcialitat (Lev. XIX, 15) 

Prohibició de xafarderies sobre els altres (Levític XIX, 16) 

Prohibició de romandre indiferents al perill del proisme. (Lev. XIX, 16) 

Prohibició d'odiar al seu proisme. (Lv XIX, 17) 

Cridar l'atenció al teu proisme quan comet una falta. (Lv XIX, 17) 

Prohibició d'humiliar els altres en públic. (Lv XIX, 17) 

Prohibició de la venjança. (Lev. XIX, 18) 

Prohibició del rencor. (Lev. XIX, 18) 

Estima el teu proïsme com a tu mateix. (Lev. XIX, 18) 

Prohibició de barrejar les diferents espècies d'animal. (Lv XIX, 19) 

Prohibició d'hibridar les diferents espècies de plantes. (Lev. XIX, 19) 

Prohibició de portar fibres de llana i lli, (a la mateixa prenda). (Lev. XIX, 19) 

Abstenir-se dels arbres fruiters en els tres primers anys de la seva plantació. (Levític XIX, 23) 

Obligació de santificar els fruits del quart any. (Lev. XIX, 24) 

No menjar com un golafre o gaudir de l'embriaguesa. (Lev. XIX, 26) 

Prohibició de la pràctica de l'adivinació. (Lv XIX, 26) 

Prohibit participar en els mals presagis. (Lv XIX, 26) 

Prohibició de tallar-se les cantonades del cabell. (Lev. XIX, 27) 

Prohibició d'afaitar-se les cantonades de la barba. (Levític XIX, 27) 

Prohibició de fer-se tatuatges. (Lev. XIX, 28) 

Prohibició de tenir relacions pre-matrimonials.(Lev. XIX, 30) 

Prohibició de tenir relacions sexuals amb la mateixa filla. (Lev. XIX, 30) 

Obligació de guardar el Sàbat i santificar les festes. (Lev. XIX, 30) 

Mostrar en un santuari el degut respecte. (Lev. XIX, 30) 

Prohibició d'invocar als morts. (Lev. XIX, 31) 

No realitzar encanteris, ni consultar els oracles. (Lv XIX, 31) 

Respectar els ancians, i honrar els savis que ensenyen la Torà. (Lev. XIX, 32) 

Estimar el convers i no ferir els seus sentiments. (Lev. XIX, 33) 

Prohibició d'enganyar al proisme amb els pesos i les mesures. (Lev. XIX, 35) 

Assegurar l'exactitud dels pesos i les mesures. (Lev. XIX, 36) 

Prohibició de sacrificar els nens i les nenes a Moloc. (Lev. XX, 2) 

Prohibició de maleir el pare o la mare.(Lev. XX, 9) 

Prohibició de cometre adulteri amb una dona casada. 

Prohibició de tenir relacions sexuals durant la menstruació. (Lev. XX, 18) 

Prohibició de les relacions homosexuals. (Lev. XX, 13) 

Prohibició de l'incest, i les relacions sexuals intra-familiars. (Lev. XX, 12 i 17) 

Prohibició del bestialisme i la zoofília. (Lev. XX, 15-16) 

Els tribunals han de dur a terme les execucions de forma legal. (Lev. XX, 14) 

Recordar que Adonai ens va treure del país d'Egipte. (Lev. XIX, 36) 

Abstenir-se d'imitar en els costums i en la vestimenta als idòlatres. (Lv XX, 23-24)
 

Separar els animals que son Caixer, dels animals que són Taref.

## Haftará
La Haftará és una part dels llibres de Neviïm ("Els Profetes") que es llegeixen públicament a la sinagoga després de la lectura de la Torà. Té un vincle temàtic amb la parashà que el va precedir. La Haftarà de Parashat Kedoshim és la següent:
Asquenazites: Amós 9:7-15
Sefardites: Ezequiel 20:2-20.